# Bàsquet als Jocs Olímpics d'Estiu de 2020
Els torneigs de basquetbol en els Jocs Olímpics d'Estiu de 2020 van ser disputats entre 24 de juliol i 8 d'agost de 2021 al Saitama Super Arena, a Saitama, Japó.
El juny de 2017, el Comitè Olímpic Internacional va anunciar que el basquetbol 3x3 seria inclòs per primera vegada en els Jocs Olímpics a partir d'aquesta edició. Els partits van tenir lloc en el Parc Urbà d'Esports d'Aomi, una arena temporal muntada a Tòquio.

## Calendari
Els torneigs de basquetbol en el format de 5x5 van ser realitzats al llarg de deu dies, amb la final masculina el 7 de juliol i la final femenina l'endemà. Les competicions de 3x3 van ser realitzades durant cinc dies, i ambdues finals van disputar-se el 28 de juny.
| G | Fase de grups | QF | Quarts de final | SF | Semifinals | B | Disputa pel bronze | F | Final |

| DataCompetició | Ds 24 jul | Dg 25 jul | Dl 26 jul | Dt 27 jul | Dt 27 jul | Dc 28 jul | Dc 28 jul | Dc 28 jul | Dj 29 jul | Dv 30 jul | Ds 31 jul | Dg 1 ago | Dl 2 ago | Dt 3 ago | Dc 4 ago | Dj 5 ago | Dv 6 ago | Ds 7 ago | Ds 7 ago | Dg 8 ago |
| -------------- | --------- | --------- | --------- | --------- | --------- | --------- | --------- | --------- | --------- | --------- | --------- | -------- | -------- | -------- | -------- | -------- | -------- | -------- | -------- | -------- |
| Masculí        |           | G         | G         |           |           | G         | G         | G         | G         |           | G         | G        |          | QF       |          | SF       |          | F        | B        |          |
| Femení         |           |           | G         | G         | G         |           |           |           | G         | G         |           | G        | G        |          | QF       |          | SF       | B        | B        | F        |
| 3x3 Masculí    | G         | G         | G         | G         | QF        | SF        | B         | F         |           |           |           |          |          |          |          |          |          |          |          |          |
| 3x3 Femení     | G         | G         | G         | G         | QF        | SF        | B         | F         |           |           |           |          |          |          |          |          |          |          |          |          |

## Medallistes
| Competició  | Or | Plata | Bronze |
| ----------- | --- | --- | --- |
| 5x5 Masculí | Estats Units · Bam Adebayo · Devin Booker · Kevin Durant · Jerami Grant · Draymond Green · Jrue Holiday · Keldon Johnson · Zach LaVine · Damian Lillard · JaVale McGee · Khris Middleton · Jayson Tatum        | França · Andrew Albicy · Nicolas Batum · Petr Cornelie · Nando de Colo · Moustapha Fall · Evan Fournier · Rudy Gobert · Thomas Heurtel · Timothé Luwawu-Cabarrot · Frank Ntilikina · Vincent Poirier · Guerschon Yabusele · | Austràlia · Aron Baynes · Matthew Dellavedova · Dante Exum · Chris Goulding · Josh Green · Joe Ingles · Nick Kay · Jock Landale · Patty Mills · Duop Reath · Nathan Sobey · Matisse Thybulle                                |
| 5x5 Femení  | Estats Units · Ariel Atkins · Sue Bird · Tina Charles · Napheesa Collier · Skylar Diggins-Smith · Sylvia Fowles · Chelsea Gray · Brittney Griner · Jewell Loyd · Breanna Stewart · Diana Taurasi · A'ja Wilson | Japó · Himawari Akaho · Saki Hayashi · Rui Machida · Evelyn Mawuli · Saori Miyazaki · Yuki Miyazawa · Naho Miyoshi · Nako Motohashi · Moeko Nagaoka · Monica Okoye · Maki Takada · Nanaka Todo                              | França · Alexia Chartereau · Héléna Ciak · Alix Duchet · Marine Fauthoux · Sandrine Gruda · Marine Johannès · Sarah Michel · Endéné Miyem · Iliana Rupert · Diandra Tchatchouang · Valériane Vukosavljević · Gabby Williams |
| 3x3 Masculí | Letònia · Agnis Čavars · Edgars Krūmiņš · Kārlis Lasmanis · Nauris Miezis | Comité Olímpic Rus Ilia Karpenkov Kirill Pisklov Stanislav Sharov Alexander Zuev | Sèrbia · Dušan Domović Bulut · Dejan Majstorović · Aleksandar Ratkov · Mihailo Vasić |
| 3x3 Femení  | Estats Units · Stefanie Dolson · Allisha Gray · Kelsey Plum · Jackie Young | Comité Olímpic Rus Evgeniia Frolkina Olga Frolkina Yulia Kozik Anastasia Logunova | R.P. de la Xina · Wan Jiyuan · Wang Lili · Yang Shuyu · Zhang Zhiting |

## Medaller
| Classificació | País               | Or | Plata | Bronze | Total |
| ------------- | ------------------ | -- | ----- | ------ | ----- |
| 1             | Estats Units       | 3  | 0     | 0      | 3     |
| 2             | Letònia            | 1  | 0     | 0      | 1     |
| 3             | Comité Olímpic Rus | 0  | 2     | 0      | 2     |
| 4             | França             | 0  | 1     | 1      | 2     |
| 5             | Japó               | 0  | 1     | 0      | 1     |
| 6             | Austràlia          | 0  | 0     | 1      | 1     |
| -             | R.P. de la Xina    | 0  | 0     | 1      | 1     |
| -             | Sèrbia             | 0  | 0     | 1      | 1     |
| Totals        | Totals             | 4  | 4     | 4      | 12    |